# Новогригорівка (Шевченківська сільська громада)
Новогриго́рівка — село в Україні, у Шевченківській сільській громаді Миколаївського району Миколаївської області. Населення становить 467 осіб.

## Релігія
У селі є парафія святого Пантелеймона Православної Церкви України. Раніше (до 10 квітня 2019 року) належала до Української Православної Церкви Московського Патріархату.

## Населення
Згідно з переписом УРСР 1989 року чисельність наявного населення села становила 359 осіб, з яких 162 чоловіки та 197 жінок.
За переписом населення України 2001 року в селі мешкало 470 осіб.

### Мова
Розподіл населення за рідною мовою за даними перепису 2001 року:
| Мова       | Відсоток |
| ---------- | -------- |
| українська | 88,65 %  |
| російська  | 5,78 %   |
| молдовська | 2,36 %   |
| вірменська | 0,86 %   |
| інші       | 2,35 %   |